# MGR
MGR (англ. Mustard gas and roses — «Горчичный газ и розы») — сольный проект гитариста группы «Isis» — Майкла Галлахера. Альбомы записаны на лейблах «Neurot Recordings» и «Conspiracy Music».
Композиции являются большей частью инструментальными, создающими меланхолическую, а порой и гнетущую атмосферу.

## Альбомы
- 22 марта 2006 — Nova Lux CD
- июль 2006 — M.G.R. vs. SirDSS — Impromptu (CD-Экспромт)
- ноябрь 2007 — Wavering on the Cresting Heft CD/LP
- 26 января 2009 — MGR y Destructo Swarmbots — Amigos de la Guitarra

### Обзоры
- Alexander Tudor. MGR y Destructo Swarmbots — Amigos de La Guitarra (англ.). Drowned In Sound (11 марта 2009). Дата обращения: 22 декабря 2009. Архивировано из оригинала 10 марта 2012 года.
- Crustcake Presents: M.G.R. — Wavering on the Cresting Heft (англ.). Metal Injection (5 декабря 2007). Дата обращения: 22 декабря 2009. Архивировано из оригинала 10 марта 2012 года.
- Pete Pardo. MGR: Wavering On the Cresting Heft (англ.). Sea of Tranquility (21 ноября 2007). Дата обращения: 22 декабря 2009. Архивировано из оригинала 10 марта 2012 года.
- Ray Van Horn, Jr. The Metal Minute: CD Review: M.G.R. — Wavering On the Cresting Heft (англ.). The Metal Minute (6 декабря 2007). Дата обращения: 22 декабря 2009. Архивировано из оригинала 10 марта 2012 года.
- MGR — Wavering on the Cresting Heft (англ.). Invisible Oranges (4 декабря 2007). Дата обращения: 22 декабря 2009. Архивировано из оригинала 28 августа 2008 года.
- Tobias Fischer. CD Feature/ MGR: «Wavering On The Cresting Heft» (англ.). Tokafi (11 декабря 2007). Дата обращения: 22 декабря 2009. Архивировано из оригинала 10 марта 2012 года.
- eworm. Wavering on the Cresting Heft (англ.). Gothtronic. Дата обращения: 22 декабря 2009. Архивировано из оригинала 10 марта 2012 года.